# Jurament (Txèquia)
Jurament (en txec: Přísaha) és un partit polític populista de dretes de Txèquia fundat el 2021 per Robert Šlachta.  

## Història
El fundador del partit, Robert Šlachta, es va fer mediàtic com l'investigador (era agent en cap de la Unitat de Lluita contra el Crim Organitzat) d'un escàndol de corrupció política el 2013, però no va ser fins al 27 de gener de 2021 que presentaria la seva nova organització,assegurant que faria campanya contra la corrupció i que participaria en les eleccions generals de 2021. El nom del partit, Jurament, el va prendre del títol de la seva autobiografia, Třicet let pod přísahou (lit. "Trenta anys sota jurament"). Šlachta també va criticar el govern txec per la seva gestió de la pandèmia de la COVID-19.  
Per a les eleccions parlamentàries del 2021, el programa del partit es va centrar en la gestió de la pandèmia de la COVID-19, la reforma judicial i la prevenció de l'ocupació il·legal de migrants. Šlachta també va proposar fer responsables els ministres i els buròcrates dels danys financers a l'estat. Přísaha també es va oposar a l'adopció de l' euro, es va comprometre a no augmentar els impostos i va proposar diverses reduccions d'impostos, inclosa la reducció dels tipus d'IVA. Tanmateix, el partit obtindria el 4.68%, insuficient per arribar al llindar del 5% i quedant-se així a les portes d'obtenir representació parlamentària. No obstant els resultats, Šlachta va argumentar que aquests van ser un "gran èxit", ja que el partit va obtenir més vots que els dos partits "centenaris", els Socialdemòcrates (ČSSD) i el Partit Comunista. També va assenyalar que, gràcies al resultat, el partit va aconseguir uns 63 milions de CZK en finançament estatal.
Tot i el discurs triomfalista, a principis de 2022 diversos membres d'alt perfil van abandonar Přísaha, inclosos els líders de la seva secció de Praga. En aquest sentit, el partit va tenir dificultats per atraure candidats coneguts per a les eleccions al Senat txec del 2022 i finalment només va presentar un candidat, l'exdiputat de ČSSD i ministre de Cultura Antonín Staněk, al districte senatorial 64 (Bruntál). Staněk va rebre el 4,37% dels vots, acabant últim. Pel que fa a les eleccions locals, van obtenir 51 regidors, però no va aconseguir superar el llindar a cap capital regional.
Per a les eleccions europees de 2024, el partit va arribar a un acord amb Conductors per a ells mateixos, organitzant la llista Jurament i Conductors. La llista estava encapçalada pel pilot de curses Filip Turek, amb Bartůšek en segon lloc per Přísaha. Přísaha va nominar 15 dels 28 candidats de la llista, amb el líder Robert Šlachta en el lloc 28. Přísaha i els Motoristes també van acordar nominar conjuntament Šlachta com a candidat al Senat al seu districte natal 56, Břeclav. D'aquesta manera, obtindrien la tercera posició amb el 10.26% i dos eurodiputats, i al Senat aconseguirien un escó.
Posteriorment, tot i que des de Přísaha van expressar la intenció d'ampliar la coalició per a les eleccions de 2025, els Conductors van votar en contra de manera aclaparadora en el seu Congrés, preferint presentar-se sols després de l'augment de les enquestes d'opinió. Šlachta va dir que estava "decebut" i que havia après els resultats de la votació a partir d'informes dels mitjans de comunicació. El líder dels Motoristes, Macinka, va dir que el seu partit encara estava obert a la cooperació, però que aquesta havia de ser en forma dels candidats de Přísaha a la llista dels Motoristes, no com una coalició igualitària.
Després de la ruptura de la coalició, Přísaha va sondejar possibles aliances amb Stačilo!, el SPD o els Socialdemòcrates, però no van prosperar en cap cas.

## Resultats electorals

### Cambra dels Diputats
| Any  | Líder          | Vots    | Vots | Escons  | Escons | Escons | Govern            |
| Any  | Líder          | Núm.    | %    | Núm.    | ±      | Pos.   | Govern            |
| ---- | -------------- | ------- | ---- | ------- | ------ | ------ | ----------------- |
| 2021 | Robert Šlachta | 251,562 | 4.68 | 0 / 200 | Nou    | 5è     | Extraparlamentari |

### Senat
| Any  | Candidats | 1a volta | 1a volta | 1a volta | 1a volta | 2a volta | 2a volta | 2a volta | Escons | Total  | +/– |
| Any  | Candidats | Vots     | %        | Escons   | Pos.     | Vots     | %        | Pos.     | Escons | Total  | +/– |
| ---- | --------- | -------- | -------- | -------- | -------- | -------- | -------- | -------- | ------ | ------ | --- |
| 2022 | 1         | 1,471    | 0.13     | 0 / 27   | 37è      | N/D      | N/D      | N/D      | 0 / 27 | 0 / 81 | Nou |
| 2024 | 1         | 8,099    | 1.02     | 1 / 27   | 13è      | 8,614    | 2.21     | 8è       | 1 / 27 | 1 / 81 | 1   |

### Parlament Europeu
| Any  | Líder       | Vots    | %          | Escons | +/– | Grup |
| ---- | ----------- | ------- | ---------- | ------ | --- | ---- |
| 2024 | Filip Turek | 304,623 | 10.26 (#3) | 1 / 21 | Nou | PfE  |